# Sol González
Sol González (13 gennaio 1990) è un'allenatrice di pallavolo ed ex pallavolista portoricana, nel ruolo di centrale, tecnico delle Changas de Naranjito.

## Carriera

### Giocatrice

#### Club
La carriera professionistica di Sol González inizia nella stagione 2008, quando debutta nella Liga de Voleibol Superior Femenino con le Indias de Mayagüez, che lascia già nella stagione seguente, approdando alle Valencianas de Juncos in seguito ad uno scambio di atlete tra le due franchigie, rimanendovi anche nel campionato 2010.
Dopo due annate di inattività, rientra il campo nella Liga de Voleibol Superior Femenino 2013, firmando per le Leonas de Ponce, con le quali gioca per tre campionati, prima di approdare nella stagione 2016 alle neonate Capitalinas de San Juan, dove milita per due annate.
Torna il campo nella Liga de Voleibol Superior Femenino 2019 con le Changas de Naranjito, restandovi per un triennio e concludendo la propria carriera come giocatrice al termine della Liga de Voleibol Superior Femenino 2021.

### Allenatrice
Nel corso della Liga de Voleibol Superior Femenino 2022 ritorna in veste di allenatrice alle Changas de Naranjito, sostituendo Javier Gaspar.